# Angeregter Zustand

Wenn das einzige Elektron des Wasserstoffatoms keine Energie mehr abgeben kann, befindet es sich im Grundzustand (unterste Linie). Darüber gibt es weitere Energieniveaus, auf die das Elektron „gehoben“ werden kann. Diese nennt man angeregte Zustände.

Ein angeregter Zustand eines physikalischen Systems ist jeder Zustand, dessen Energie größer ist als die niedrigst mögliche, d. h. größer als die Energie des Grundzustands. Der Begriff wird hauptsächlich bei Systemen  verwendet, die nur Zustände mit bestimmten diskreten Energien annehmen können, wie sie durch die Quantenmechanik beschrieben werden.

## Stabilität und Lebensdauer
Ein sich selbst überlassenes physikalisches System strebt erfahrungsgemäß in der Regel durch Abgeben von Energie den Zustand geringsten Energieinhalts an. Dies lässt sich durch die Wahrscheinlichkeiten der verschiedenen Systemzustände im Phasenraum erklären: Eine einmal in irgendeiner Form abgegebene Energie (durch Reibung, Kernspaltung, Erzeugung und Emission von neuen Teilchen wie Photonen, β-Strahlung etc.) kehrt im Allgemeinen nur mit vernachlässigbarer Wahrscheinlichkeit zum Ausgangssystem zurück. Ein angeregter Zustand ist daher allgemein nicht stabil, sondern hat eine endliche mittlere Lebensdauer, anders gesagt, eine Zerfallswahrscheinlichkeit pro Zeitspanne für den Übergang in einen weniger hoch angeregten Zustand oder den Grundzustand. Die mittleren Lebensdauern können von Sekundenbruchteilen bis zu Jahrtausenden betragen. Gemessene Werte überstreichen einen Bereich von 55 Zehnerpotenzen, wohl den größten, der bei einer physikalischen Messgröße überhaupt vorkommt.
Angeregte Zustände mit besonders langer Lebensdauer werden manchmal als metastabil bezeichnet; siehe z. B. Isomer (Kernphysik).

## Atomphysik
Der Grundzustand eines Atoms ist durch die energetisch niedrigste Elektronenkonfiguration bestimmt. Durch Energiezufuhr, z. B. durch Absorption eines Photons mit geeigneter Energie (Licht) oder durch einen unelastischen Stoß (Stoßanregung, siehe z. B. Franck-Hertz-Versuch), kann ein Elektron auf ein höheres Energieniveau angehoben werden (Promovierung, Anregung). Der Zerfall in einen energetisch tieferen Zustand (Abregung) erfolgt entweder spontan oder wird durch eine äußere Störung ausgelöst. Die frei werdende Energie wird dabei in irgendeiner Form an die Umgebung abgegeben, z. B.:
- durch spontane Emission eines Photons,
- durch stimulierte Emission eines Photons
- oder strahlungslos, beispielsweise durch Emission eines anderen, weniger fest gebundenen Elektrons (Auger-Elektron).

Stellt sich der Grundzustand nicht in der sonst üblichen, sehr kurzen Zeit von weniger als einer Mikrosekunde wieder ein, so spricht man von einem metastabilen Zustand, was durch entgegenstehende Auswahlregeln beschrieben wird. Der Zerfall eines metastabilen Zustands wird auch als verbotener Übergang bezeichnet. 

Wasserstoffatom mit paralleler (F = 1) und antiparalleler (F = 0) Einstellung des Elektrons. Der Übergang wird als Spin-Flip bezeichnet.

Beim Wasserstoffatom können die Spins von Elektron und Proton parallel oder antiparallel stehen. Der antiparallele Zustand besitzt geringfügig niedrigere Energie, die bei Zurückklappen als Photon abgestrahlt wird. Diese Strahlung ist eine wichtige Nachweismethode der Astronomie für stark verdünntes Wasserstoffgas.

## Beispiele
Durch Stoßanregung wird unter anderem die Flammenfärbung durch Alkali- und Erdalkalimetalle erklärt. Dort geschieht die zur Lichtemission nötige Energiezufuhr durch Stöße zwischen den Atomen (und/oder Molekülen) in der heißen Flamme – also durch Wärme. 
Auch bei Lichterzeugung in Gasentladungsröhren (z. B. Neonröhren) ist Stoßanregung im Spiel. Der fließende elektrische Strom verursacht Stöße zwischen freien Elektronen und den Atomen, die zu Anregung oder auch zu Ionisation führen. Bei Polarlichtern verursachen Protonen der kosmischen Strahlung sowie von ihnen ausgelöste freie Elektronen die Stöße. Nach Ionisation erfolgt eine Rekombination. Diese verläuft meist über angeregte Zustände, bei deren Zerfall die freiwerdende Energie als Licht emittiert wird.
Ionisierende Strahlung kann Atome aus ihren Gitterplätzen herausschlagen. Wenn diese nicht mehr in ihre Ursprungsposition zurück gelangen, entstehen Kristallfehler, die unter Umständen lange bestehen bleiben. Dies stellt eine Form der Energiespeicherung dar. Durch Thermolumineszenz lassen sich diese metastabilen angeregten Zustände in Licht zurückverwandeln. Verursachen Neutronen diese Gitterfehler in Graphit, spricht man von der besonders für die Reaktorphysik wichtigen Wigner-Energie.
Um die Besetzung angeregter Zustände in Vielteilchensystemen zu charakterisieren, wird oft auf eine Beschreibung durch Quasiteilchen zurückgegriffen. Beispielsweise lässt sich die Anregung einer einzelnen, ausgedehnten Gitterschwingung in einem Kristall als  Erzeugung eines Phonons beschreiben.